# .cg
.cg je internetová národní doména nejvyššího řádu pro Republiku Kongo. Spravuje ji ONPT Congo a Interpoint Switzerland. Občané Republiky Kongo mají nárok na jednu registraci ve druhé úrovni zdarma. Další registrace nebo registrace cizinců jsou za poplatek.